# جورج بيركنز (مغني)
جورج بيركنز (بالإنجليزية: George Perkins)‏ هو مغني أمريكي، ولد في 25 سبتمبر 1942، وتوفي في 17 أبريل 2013.

## وصلات خارجية
- جورج بيركنز على موقع ميوزك برينز (الإنجليزية)
- جورج بيركنز على موقع ديسكوغز (الإنجليزية)